# Барахас-де-Мело
Барахас-де-Мело (ісп. Barajas de Melo) — муніципалітет в Іспанії, у складі автономної спільноти Кастилія-Ла-Манча, у провінції Куенка. Населення — 1065 осіб (2010).
Муніципалітет розташований на відстані близько 75 км на південний схід від Мадрида, 65 км на захід від Куенки.
На території муніципалітету розташовані такі населені пункти: (дані про населення за 2010 рік)
- Барахас-де-Мело: 705 осіб
- Ель-Бальєстар: 360 осіб

## Демографія
Динаміка населення (INE ):